# Devětsil
Devětsil (en tchèque : Umělecký Svaz Devětsil ou Union artistique Devětsil, prononcé [ˈdɛvjɛtsɪl]) est un groupement artistique de l'avant-garde tchécoslovaque créé en 1920 à Prague, dont les activités sont étendues en 1923 à Brno et qui s'autodissout en 1930.
Il développe l'art prolétarien et le réalisme magique et participa à la création du Théâtre libéré. À partir de 1923, il s'engage dans le poétisme. Si Prague en particulier et la Tchécoslovaquie en général est à la pointe des avant-gardes artistiques de l'époque c'est en partie à Devětsil qu'elles le doivent et à sa revue artistique éponyme.

## Membres

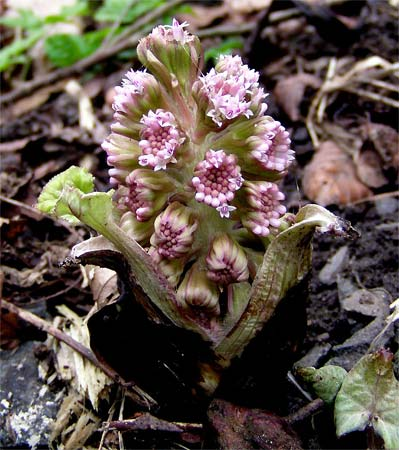
Devětsil est le nom tchèque de la pétasite. Mot-à-mot, il signifie « neuf forces »

### Fondateurs
- Karel Teige
- Jaroslav Seifert
- Vladislav Vančura
- Adolf Hoffmeister

### Membres actifs par profession
Architecture
- Karel Teige, théoricien de l'architecture
- Josef Chochol
- Jaromír Krejcar
- Jaroslav Fragner
- Jan Gillar
- Josef Havlíček
- Karel Honzík
- Evžen Linhart
- Pavel Smetana

Littérature
- Vítězslav Nezval, poète
- Jaroslav Seifert, poète
- Karel Konrád, écrivain
- Vladislav Vančura, écrivain
- Julius Fučík, écrivain
- Konstantin Biebl, poète
- František Halas, poète
- Jindřich Hořejší, poète
- Jiří Wolker, poète
- Jiří Weil, écrivain

Monde du spectacle
- Jiří Voskovec, acteur
- Jan Werich, acteur
- Jiří Frejka, metteur en scène
- Emil František Burian, metteur en scène
- Jindřich Honzl, metteur en scène

Musique
- Jaroslav Ježek

Peintres et illustrateurs
- Adolf Hoffmeister
- Otakar Mrkvička
- František Muzika
- Jindřich Štyrský
- Toyen

Photographie
- Jaroslav Rössler

## Honneur
L'astéroïde (90279) Devětsil porte son nom.